# Eulalie

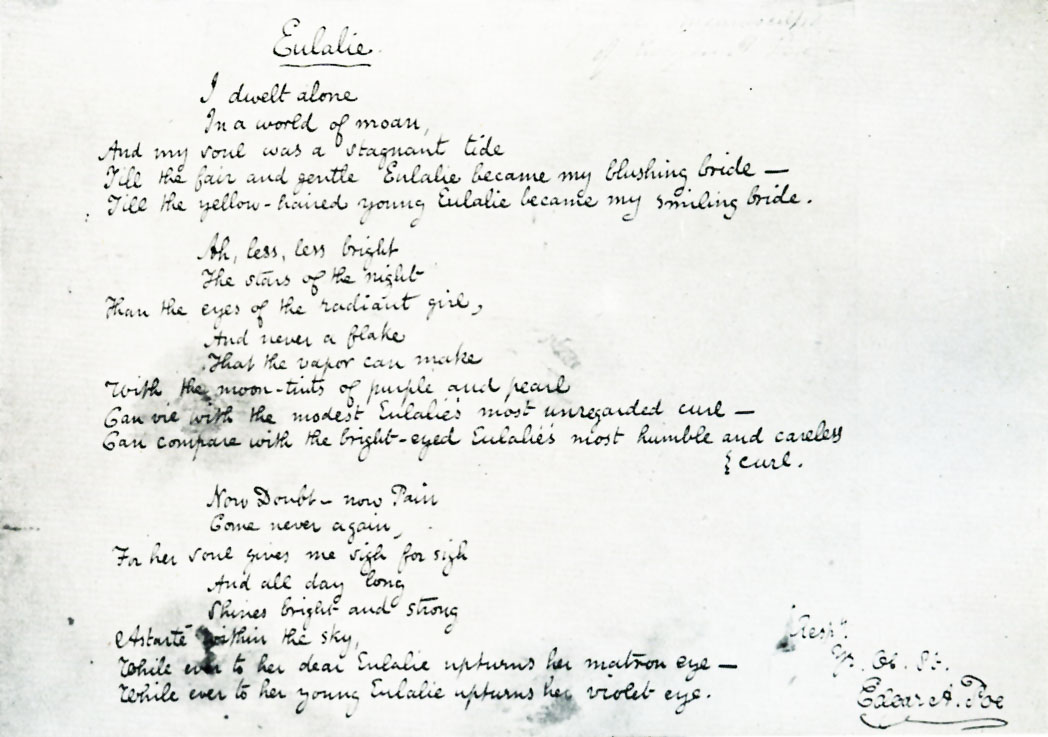
Manuscrito original de "Eulalie" com a assinatura de Poe

"Eulalie", ou "Eulalie — A Song", é um poema de Edgar Allan Poe, publicado inicialmente em julho de 1845 pela The American Review e reimpresso pouco depois na edição de 9 de agosto de 1845 do Broadway Journal.

## Resumo
O poema é uma canção nupcial sobre um homem que supera sua tristeza casando-se com a bela Eulalie. O amor da mulher aqui tem um efeito transformador no narrador, levando-o de um "mundo de desespero" para um de felicidade.

## Análise
O poema usa o tema frequente de Poe sobre "a morte de uma bela mulher", que ele considerava "o tópico mais poético do mundo". O uso desse tema tem sido frequentemente sugerido como autobiográfico pelos críticos e biógrafos de Poe, decorrentes da perda repetida de mulheres ao longo da vida de Poe, incluindo sua mãe Eliza Poe e sua mãe adotiva Frances Allan. Se autobiográfico, "Eulalie" pode estar se referindo ao relacionamento de Poe com sua esposa Virginia. Parece expressar que ela levantou o espírito dele e lavou seus sentimentos de solidão. Após a morte de Virginia, em 1847, Poe rabiscou uma cópia manuscrita de "Eulalie", um dístico, agora conhecido como "Deep in Earth". Não está claro se Poe pretendia que isso fizesse parte de "Eulalie", um novo poema inacabado ou apenas uma nota pessoal. O nome Eulalie enfatiza a letra "L", um dispositivo frequente nas personagens femininas de Poe, como "Annabel Lee", "Lenore" e "Ulalume".

## História de publicação

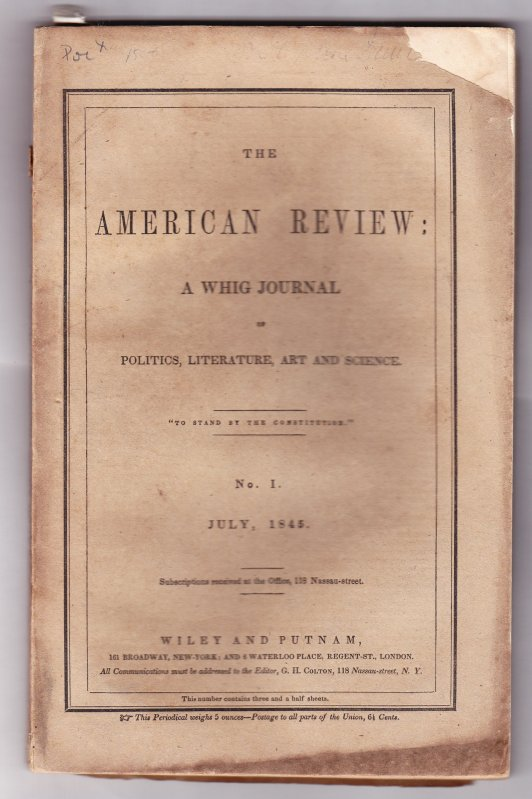
"Eulalie" na The American Review, julho de 1845, Wiley e Putnam, Nova York.

O poema foi publicado pela primeira vez como "Eulalie — A Song" na edição de julho de 1845 da American Review — foi o único novo poema que Poe publicou naquele ano, diferente de "The Raven".